# Jeff Marcus
Jeff Marcus, all'anagrafe Jeffrey Marcus (Harrisburg, 21 febbraio 1960), è un attore statunitense.
È noto soprattutto per aver interpretato Albert Einstein, il bidello tenctonese della sezione L.A.P.D. nella serie televisiva cult di fantascienza Alien Nation.

## Filmografia parziale

### Attore

#### Cinema
- Amore senza fine (Endless Love), regia di Franco Zeffirelli (1981)
- Gli eletti (The Chosen), regia di Jeremy Kagan (1981)
- Legal Deceit, regia di Monika Harris (1997)
- Quel pazzo venerdì (Freaky Friday), regia di Mark Waters (2003)
- Se solo fosse vero (Just Like Heaven), regia di Mark Waters (2005)

#### Televisione
- Ballata per un condannato (Playing for Time), regia di Daniel Mann e Joseph Sargent - film TV (1980)
- Alien Nation regia di Kenneth Johnson - film TV (1989)
- Alien Nation - serie TV, 21 episodi (1989-1990)
- Alien Nation: Dark Horizon, regia di Kenneth Johnson - film TV (1994)
- Alien Nation: Body and Soul, regia di Kenneth Johnson - film TV (1995)
- Alien Nation: Millennium, regia di Kenneth Johnson - film TV (1996)
- Alien Nation: The Enemy Within, regia di Kenneth Johnson - film TV (1996)
- Alien Nation: The Udara Legacy, regia di Kenneth Johnson - film TV (1997)
- Detective, regia di David S. Cass Sr. – film TV (2005)

### Doppiatore
- Frozen - Il regno di ghiaccio (Frozen), regia di Chris Buck e Jennifer Lee (2013)